# San José de Maipo
San José de Maipo – miasto w Chile, w regionie Region Metropolitalny Santiago, w prowincji Cordillera.